# لورا (كاباشيو)
لورا (بالإيطالية: Laura)‏ هي قرية صغيرة (فراتسيوني) تابعة لبلدية كاباتشيو، في مقاطعة سلرنوبمنطقة كمبانية، جنوب إيطاليا، منذ عام 2001 وصل عدد سكانها إلى 1301 نسمة.